# リムフアフア岬

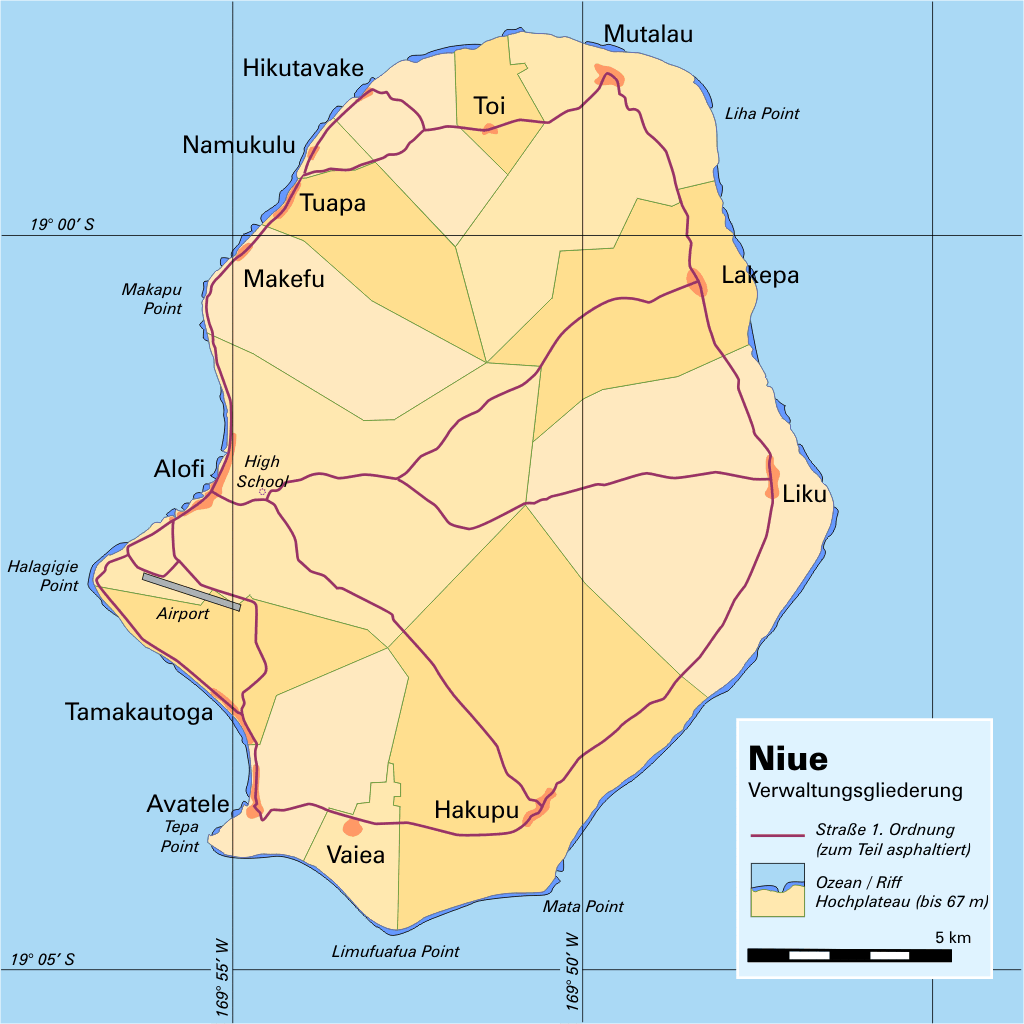
リムフアフア岬はニウエの南岸の中央に位置している

リムフアフア岬（リムフアフアみさき）は、南太平洋上にあるニウエの最南端にある岬である。ニウエ島南岸の中央に位置しており、バイエア村とハクプ村で構成されている。